# Lezoux
Lezoux é uma comuna francesa na região administrativa de Auvérnia-Ródano-Alpes, no departamento Puy-de-Dôme. Estende-se por uma área de 34,67 km². Em 2010 a comuna tinha 6 297 habitantes (densidade: 181,6 hab./km²).